# Park Narodowy Podocarpus
Park Narodowy Podocarpus (hiszp. Parque nacional Podocarpus) – park narodowy w Ekwadorze położony w prowincjach Loja i Zamora-Chinchipe. Został utworzony 15 grudnia 1982 roku i zajmuje obszar 1462,8 km². W 2005 roku został zakwalifikowany przez BirdLife International jako ostoja ptaków IBA, a w 2012 roku został wpisany na listę konwencji ramsarskiej. Od 2013 roku, wraz z Parkiem Narodowym Yacuri, jest główną częścią rezerwatu biosfery UNESCO o nazwie „Podocarpus-El Cóndor”.

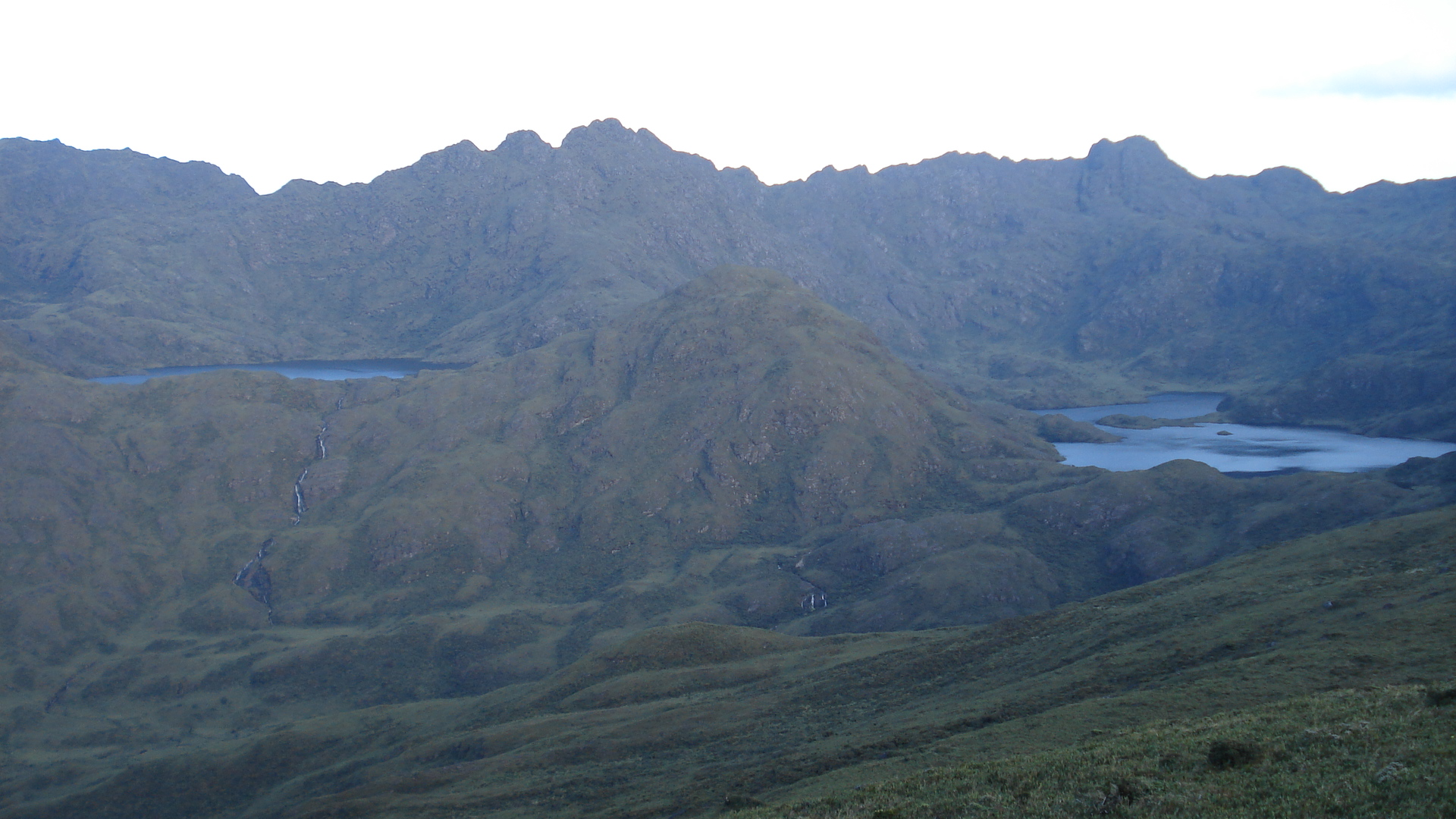
Kilka jezior z systemu „Sistema Lacustre Lagunas del Compadre”

## Opis
Park znajduje się na wschodnich zboczach Andów, w dorzeczu Amazonki, na wysokościach od 960 do 3800 m n.p.m. i obejmuje południową część pasma górskiego Cordillera Real. W centralnej części parku występuje 50, połączonych ze sobą, jezior polodowcowych wpisanych na listę konwencji ramsarskiej pod nazwą „Sistema Lacustre Lagunas del Compadre”.
Teren parku to obszar przejściowy między wysokimi pasmami Andów a Niziną Amazonki, co powoduje dużą różnorodność fauny i flory. Niżej położoną część parku pokrywa puszcza amazońska i tropikalny wilgotny las górski. Wyżej występuje las mglisty i paramo.  
W zależności od wysokości średnia roczna temperatura w parku wynosi od +6 °C do +22 °C, a opady od 1500 do 3000 mm rocznie.

## Flora
Szacuje się, że w parku występuje od 3000 do 4000 gatunków roślin naczyniowych. Nazwa parku wzięła się od drzewa Podocarpus glomeratus z rodziny zastrzalinowatych występującego w tropikalnym wilgotnym lesie górskim na terenie Ekwadoru, Peru i Boliwii.
Rosną tu m.in. narażone na wyginięcie (VU) Ocotea rotundata, Persea bullata i Zinowiewia madsenii, a także 63 gatunki storczyków.

## Fauna
W parku zarejestrowano 622 gatunki ptaków i ponad 40 gatunków ssaków.
Ssaki to zagrożone wyginięciem (EN) czepiak czarci, wełniak srebrzysty i tapir górski, narażone na wyginięcie (VU) andoniedźwiedź okularowy, mrówkojad wielki, pekari białobrody, tapir amerykański, mazama karłowata, ocelot tygrysi i zębolita olbrzymia, a także m.in.: jaguar amerykański, jaguarundi amerykański, pudu północny, kapucynka białoczelna, wydrak długoogonowy, paka górska, żółtobarczyk andyjski.
Ptaki występujące w parku to zagrożone wyginięciem (EN) kusaczka białolica i andowik, narażone na wyginięcie (VU) andagra maskowa, kusacz szary, chronka andyjska, rudosterka białoszyja i dzierzbotyran białosterny, a także m.in.: andowiec rdzawobrzuchy, metalik purpurowogardły, elfik tęczowy, karakara andyjska, biegus długoskrzydły, złotopiór lśniący, penelopa brodata, szarogonek kreskowany, drobik peruwiański, krytonosek długoskrzydły.
Z gadów i płazów żyją tu m.in. noszące nazwę parku, krytycznie zagrożona wyginięciem (CR) Atelopus podocarpus i narażona na wyginięcie (VU) jaszczurka Anolis podocarpus.